# 나까오사까조선초급학교
나까오사까조선초급학교(일본어: 中大阪朝鮮初級学校 나카오사카 조선 초급학교[*])는 일본 오사카시에 위치한 조선학교이다.

## 연혁
- 1947년 - 히가시나리구 내에 4곳의 초등학교가 잇따라 개교.

1948년
- - 1월 20일 - 히가시나리 조선학원 초등학교·중학교가 개교(현재지).
  - 10월 - 조선학교 폐쇄령에 의해 일시 폐쇄.
- 1950년 4월 1일 - 공립이 되어, 오사카 시립 혼조 중학교 니시이 마리 분교로서 원래의 장소에 재개(동년 7월 1일 부터 수업 개시).
- 1951년 5월 - 오사카 시립 니시이마리 중학교(니시이마리 조선 중학교)라고 한다.
- 1961년
  - 9월 1일 - 자주학교로 이관. 나카오사카 조선 초중급학교로 개편.
  - 9월 10일 - 히가시오사카 조선 중급학교를 분리.
- 2006년 - 중급부를 폐지. 나카오사카 조선 초급학교로 개칭.
- 2021년 - 이쿠노 조선 초급학교와 병합해 폐교

## 참고 자료
- 大阪市教育センター (1986). 《戦後大阪市教育史(II)》. 다음 글자 무시됨: ‘和書

’ (도움말)
- 大阪市教育センター (1988). 《戦後大阪市教育史(IV)》. 다음 글자 무시됨: ‘和書

’ (도움말)
- 大阪民族教育60年誌編集委員会 (2005). 《大阪民族教育60年誌》. 大阪朝鮮学園. 다음 글자 무시됨: ‘和書

’ (도움말)